# يوهان بيكر
يوهان بيكر (بالألمانية: Johann Becker)‏ هو محامي وقاضي وسياسي ألماني، ولد في 1869 في ألمانيا، وتوفي بنفس المكان في 17 أكتوبر 1951. حزبياً، نشط في حزب الشعب الوطني الألماني وحزب الشعب الألماني ‏ والحزب الليبرالي القومي (ألمانيا). وقد انتخب عضو مجلس النواب الألماني للجمهورية فايمار.